# Antigone le Borgne
Vous lisez un « bon article » labellisé en 2017.
Pour les articles homonymes, voir Antigone.
Antigone le Borgne (en grec ancien Ἀντίγονος ὁ Μονόφθαλμος / Antígonos Monóphthalmos), né en 382 av. J.-C. en Élimée et mort en 301 av. J.-C. lors de la bataille d'Ipsos, est un général macédonien sous les règnes de Philippe II et d'Alexandre le Grand et l'un des principaux Diadoques. Fondateur de la dynastie des Antigonides (qui règne après sa mort en Macédoine), il est proclamé roi d'Asie (basileus) de 306 à sa mort en 301 av. J.-C.
Il participe à la conquête de l'Empire perse au titre de stratège des alliés grecs de la Ligue de Corinthe et de satrape de Grande-Phrygie ; il se distingue en étant victorieux des troupes perses en Anatolie en 332. Maintenu à la tête de ses possessions à l'issue des accords de Babylone consécutifs à la mort d'Alexandre, il joue un rôle crucial dans les guerres des Diadoques, d'abord comme fidèle d'Antipater puis pour le compte de sa propre ambition « impériale » après la mort du régent de Macédoine. Il remporte la bataille de Gabiène contre Eumène de Cardia en 316 et s'oppose ensuite à Séleucos, Cassandre et Ptolémée. Entre 315 et 314, il promulgue le décret de Tyr accordant la « liberté des Grecs » et fonde la Ligue des Nésiotes, une confédération regroupant les îles des Cyclades.
La paix de 311 renforce sa mainmise sur une grande partie de l'Asie Mineure. Son fils Démétrios mène le combat en Grèce continentale et prend le contrôle d'Athènes en 307. Celui-ci vainc la flotte de Ptolémée à Salamine de Chypre et entreprend le long siège de Rhodes. Ces succès incitent Antigone à se proclamer roi en 306 et à poursuivre la lutte en Grèce. Mais confronté à une coalition des Diadoques, réunissant principalement Séleucos et Lysimaque, il est vaincu et tué à la bataille d'Ipsos en 301 tandis que ses possessions sont partagées.
Se posant en champion de la « liberté » des cités grecques au gré de ses intérêts politiques et premier des Diadoques à s'attribuer le titre royal, il est considéré par nombre d'historiens modernes comme le fondateur de l'État hellénistique.

## Biographie

### Général et satrape

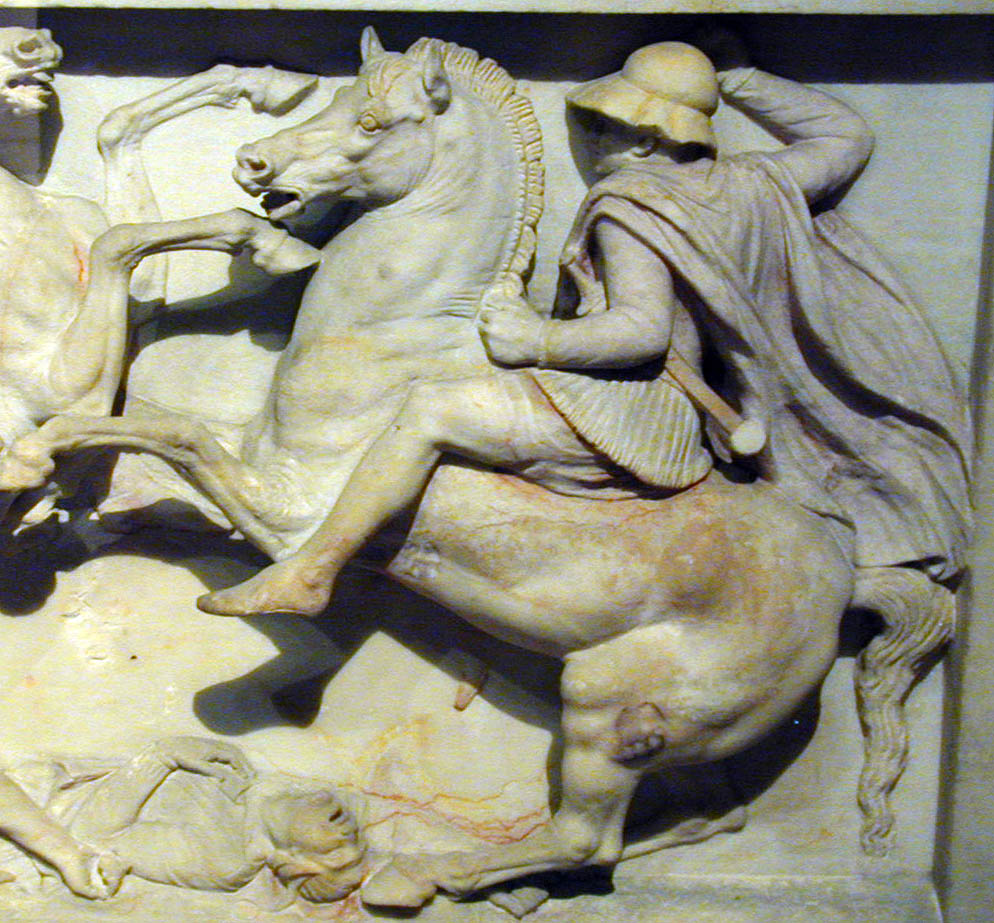
Ce cavalier figurant sur le Sarcophage d'Alexandre (musée archéologique d'Istanbul) est parfois considéré comme étant une représentation d'Antigone. Sachant qu'il s'agit d'une scène de la bataille d'Issos, à laquelle il n'a peut-être pas participé selon certaines sources, cela peut être mis en doute.

#### La question de ses origines
La question de ses origines, modestes ou aristocratiques, est l'objet d'un débat historiographique,. Fils d'un dénommé Philippe, Antigone pourrait appartenir à une famille noble, voire à la famille princière d'Élimée étant peut-être l'arrière petit-fils de Derdas III (et donc le cousin d'Harpale). Mais Élien, qui s'inspire ici de Douris de Samos, prétend qu'il aurait eu des origines humbles ; il écrit en effet qu'Antigone est un autourgos, littéralement un « paysan » ou « celui qui s'est fait par lui-même ». Mais Douris dans les Macédoniques tend à tourner en dérision les Diadoques et Élien ne montre pas une grande fiabilité historique. Diodore indique par ailleurs qu'Antigone serait « venu du commun », ou qu'en tout cas celui qu'il considère comme le plus grand roi de son temps n'est lui-même pas enfant de roi. Pour autant, son mariage avec Stratonice prouverait ses origines aristocratiques. Il épouse en effet, vers 340, celle qui serait comme la fille du « roi » Corragos, originaire de Lyncestide ou d'Orestide et apparenté aux premiers Argéades.
Antigone aurait grandi auprès du conjoint de sa mère à Pella et aurait eu au moins deux frères, dont un certain Démétrios et un certain Ptolémée, ainsi qu'un demi-frère, l'historien Marsyas de Pella. Il a pour neveu Polémée, Télésphore et Dioscouridès qui l'ont tous trois servi. Il a eu deux fils : Démétrios, le « Preneur de villes » futur roi de Macédoine, et le méconnu Philippe qui semble avoir suivi son père dans ses campagnes militaires.
Antigone est surnommé par les anciens Monophtalmos (« le Borgne ») ; il apparait effectivement avoir perdu un œil au combat à une date indéterminée antérieure aux campagnes d'Alexandre (peut-être durant le siège de Périnthe en 340 av. J.-C.). Un sophiste dénommé Théocrite aurait d'ailleurs, selon Plutarque, été condamné à mort pour l'avoir comparé à un cyclope.

#### Les débuts de sa carrière
Antigone sert d'abord Philippe II comme officier et Compagnon (hétaire). Il appartient donc à la même génération d'officiers qu'Antipater, Parménion ou Polyperchon ; il a en effet environ 46 ans à la mort de Philippe. Il semble faire partie de l'entourage d'Alexandre, voire du Conseil royal. Au départ de l'expédition en 334 av. J.-C., il est stratège du corps des alliés grecs de la Ligue de Corinthe, soit près de 7 000 fantassins,. Ce titre ne recouvre pas vraiment de direction effective, car ces contingents hétéroclites sont peu impliqués dans les batailles rangées et il apparait plus souvent auprès d'Alexandre qu'à la tête de ses troupes.
En août 334, Alexandre lui confie une mission diplomatique auprès de la cité de Priène en Ionie, mission de confiance qui va au-delà de ses attributions de général. Cette mission est révélée par un décret publié par la cité lui conférant les honneurs (citoyenneté, droit à la propriété, proxénie, etc.). Sa nature exacte est inconnue mais il est probable qu'il a été chargé de prendre possession de la cité au nom du roi en lui conférant des privilèges, comme c'est le cas de Parménion à Magnésie du Méandre.
À la suite de la victoire du Granique et à la conquête qui s'ensuit, il reçoit en 333 la satrapie de Grande Phrygie avec pour mission de pacifier la région et de contrôler les lignes de communication avec la Grèce, dont les plus importantes se croisent dans sa capitale Kelainai. Cette désignation montre le degré de confiance du roi à l'égard de ses capacités militaires, étant chargé par ailleurs de réduire la place forte de Kelainai.

#### Satrape de Grande-Phrygie (333 à 323 avant J.-C.)

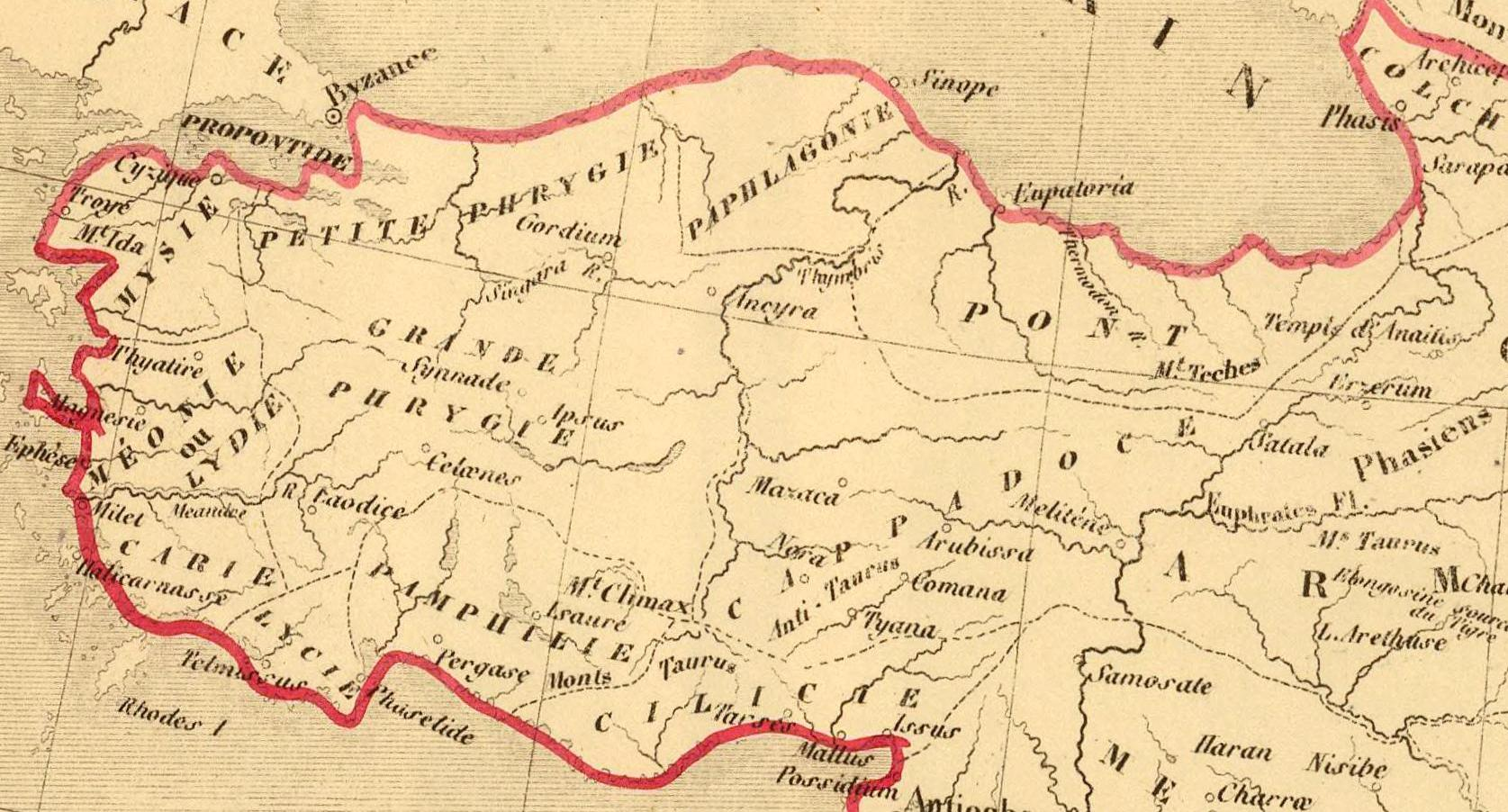
L'Anatolie au temps des Diadoques.

Cette longue gouvernance en Grande-Phrygie permet à Antigone de démontrer ses qualités militaires, diplomatiques et politiques, qui plus est dans une région dépourvue de cités grecques. La Phrygie a une situation stratégique dans l'empire : elle constitue le point d'aboutissement des routes arrivant de l'Orient et le point de départ vers la mer Égée, tout en étant bien reliée au Sud ou au Nord de l'Anatolie ; à Kelainai, grande étape de caravanes, arrivent trois routes reliant Suse à l'Asie Mineure occidentale.
Alexandre est parvenu à Kelainai début 333, la cité étant dominée par une puissante acropole où le satrape perse, Atizyès, a laissé une garnison de 1 000 Cariens et de 100 mercenaires grecs. Désirant gagner Gordion au plus vite, le roi n'a pas pris le temps d'assiéger la citadelle. Antigone se voit alors confier la satrapie de Grande-Phrygie et le commandement d'un corps de 1 500 mercenaires. Il reçoit la reddition des assiégés, menacés de famine, et les incorpore dans son armée, vers la fin du mois d'avril ou le début de mai 333. Dès lors, il peut prendre en charge sa satrapie. Néanmoins à la fin de l'année 333, la satrapie d'Antigone est pratiquement encerclée par des régions hostiles : la Bithynie est encore indépendante, la Paphlagonie, la Cappadoce et la Lycaonie sont sous la tutelle de satrapes perses, tandis que l'Isaurie et la Pisidie ne reconnaissent pas la domination macédonienne. Il convient d'ajouter à cela la reconquête maritime entreprise par Memnon de Rhodes et Pharnabaze et l'immobilisation d'Alexandre lors du siège de Tyr durant l'hiver 333/332.
C'est à ce moment que l'Anatolie est confrontée à une contre-attaque des troupes perses rescapées de la bataille d'Issos, dont au moins 20 000 cavaliers, commandés par Nabarzanès, visant à reconquérir la Lydie voire toute l'Asie Mineure. Antigone reçoit un « commandement général » temporaire de la part d'Alexandre, tout en exerçant une autorité sur les satrapes concernés par cette « invasion », Calas en Petite-Phrygie, Balacros en Cilicie et Néarque de Lycie-Pamphylie. Il parvient à réduire les Perses à l'issue de trois batailles livrées en Cappadoce et en Paphlagonie au printemps 332. Seule la Cappadoce, qui n'a pas été conquise par Alexandre a été en mesure de lui tenir tête sous la férule d'Ariarathe. Cette triple victoire n'a pas été remportée sur des « bandes de fuyards » mais sur des troupes bien préparées. Elle a permis l'expulsion définitive des Perses d'Anatolie, tandis que dans le même temps la flotte macédonienne repousse Autophradatès, évitant à Alexandre le risque d'être coupé de ses communications continentales et maritimes.
À partir de 332, Antigone demeure dans sa capitale, Kelainai. Mais les sources antiques livrent peu d'éléments sur sa gestion satrapique. Après avoir pris possession de la Lycaonie, il récupère vers 330 la satrapie de Lycie-Pamphylie, cette dernière étant vraisemblablement annexée à la Grande-Phrygie. Les provinces administrées par Antigone forment dès lors un territoire homogène et la plus grande satrapie d'Anatolie, lui offrant une vaste façade maritime et le contrôle des voies acheminant les renforts depuis l'Europe.
L’administration de sa satrapie est mal connue. Mais il est certain que le caractère pacifique de ses habitants lui offre l'occasion de montrer ses qualités d'organisateur dans une région riche de son agriculture et de son capital humain. Certains historiens modernes ont voulu démontrer que la Phrygie a conservé sous Alexandre des structures de type « féodal », à savoir de grands domaines dirigés par des « seigneurs perses » doués d'une autonomie économique et militaire. D'autres historiens, au contraire, estiment qu'Alexandre, et son représentant, Antigone, ont fait de la Phrygie une terre royale (chôra basilikè), donc tributaire, alors qu'il est indispensable de maintenir une forte pression fiscale. On remarque finalement une permanence dans les structures socio-économiques de l'Anatolie depuis l'empire achéménide jusqu'aux royaumes hellénistiques, c'est-à-dire un mode de production « asiatique » dans lequel le régime de la communauté villageoise exclut le régime de la propriété privée. Ce système, très particulier pour un Gréco-Macédonien, fonctionne d'autant mieux en Grande-Phrygie, que cette satrapie ne comprend pas de cité grecque (et donc pas de territoire civique).
Sous l'administration d'Antigone, la Grande-Phrygie connaît dix années de paix. Cette « pacification » revêt un double intérêt : garder ouvertes les routes ouest-est ; faire face aux populations (dont les Pisidiens) pour lesquelles le pillage est une pratique habituelle. Enfin, il semble avoir maintenu, voire accentué, la pression fiscale sur les paysans (laoi) phrygiens.
Ainsi en 323, Antigone a pleinement réalisé la tâche confiée par Alexandre en Anatolie. Pour autant, aucune source ne vient étayer ses relations avec le roi. Plutarque ne le cite pas dans les nombreuses lettres qu'Alexandre échange avec ses satrapes. Il n'amène pas de renforts à l'armée royale, contrairement à plusieurs de ses collègues dont Ménandre ou Néarque, ni ne participe aux grandes fêtes de l'expédition orientale, comme les noces de Suse. Élien estime tout de même qu'Alexandre se méfie de l'ambition d'Antigone ; mais ses écrits, inspirés ici de Douris de Samos, manquent de fiabilité historique et apparaissent plutôt comme des jugements moraux à propos des Diadoques.

### Les ambitions d'Antigone

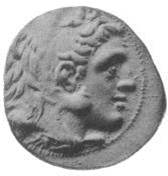
Monnaie d'Antigone.

#### Antigone et la première guerre des Diadoques
Antigone n'est pas présent aux accords de Babylone qui partagent l'empire après la mort d'Alexandre en juin 323 av. J.-C. Il conserve la satrapie de Grande-Phrygie à laquelle s'ajoute la Lycie et la Pamphylie. Mais peu satisfait de cette répartition, il entre en 321 dans la coalition réunissant Antipater, Ptolémée et Cratère contre le chiliarque de l'empire, Perdiccas, qui entend imposer d'emblée son autorité face aux forces centrifuges qui minent l'empire.
Dès 323, Antigone encourt l'hostilité du chiliarque en refusant, tout comme Léonnatos, d'aider Eumène de Cardia à prendre possession de la Cappadoce car il estime que cet ordre n’a pas été spécifié lors du conseil de Babylone. Il critique également la perspective d'un mariage entre Perdiccas et la sœur d'Alexandre, Cléopâtre. Le chiliarque l'ayant convoqué devant un tribunal, peut-être l'assemblée macédonienne, il s'enfuit avec sa famille auprès d'Antipater en 322. Il ne joue au départ de la première guerres des Diadoques qu'un rôle de second du régent de Macédoine. À cette période, il est actif en tant que commandant des forces navales en Méditerranée orientale, à charge pour lui de contrôler les détroits hellespontiques.
Au printemps 321, il débarque à Éphèse afin de soutenir Antipater et Cratère dans leur campagne contre Eumène, le stratège de Perdiccas en Anatolie, alors que ce dernier tente d'envahir l'Égypte de Ptolémée. Antigone marche vers Sardes où se trouve alors Eumène ; mais celui-ci parvient à fuir vers la Cappadoce, aidé par Cléopâtre qui entend protéger un partisan résolu de la dynastie argéade et servir la cause de Perdiccas, son époux présomptif. La même année, alors qu'Antipater a réussi à contourner Eumène, le vainqueur de Cratère, dans le but de rejoindre l'Égypte pour combattre Perdiccas, Antigone vainc la flotte du chiliarque vers Chypre.

#### Stratège d'Asie
La mort de Perdiccas en 321 av. J.-C. lors de la campagne d'Égypte change subitement la donne et entraîne un nouveau partage de l'empire au travers des accords de Triparadisos en Syrie. Il semble qu'une mutinerie éclate, sans doute fomentée par l'ambitieuse Eurydice, épouse de Philippe III. Profitant de la mort de Cratère, elle entend imposer sa tutelle au roi, déficient mental, et suscite une mutinerie contre Antipater. Antigone et Séleucos sont malmenés lorsqu'ils prennent la défense d'Antipater. Mais Antigone finit par reprendre le contrôle de la situation. Cet épisode montre que l'armée est selon la coutume macédonienne la dépositaire de la volonté nationale et qu'elle intervient dans le choix du souverain. La principale décision prise à Triparadisos est de confirmer Antipater à la régence et de lui confier la tutelle des rois Philippe III et Alexandre IV. Un nouveau partage des satrapies est décidé. Ptolémée est maintenu en Égypte ; Séleucos devient satrape de Babylonie.
Antigone obtient une réelle promotion, profitant d'un vide politique : il voit son domaine s'agrandir puisque déjà satrape de Grande Phrygie, de Lycie et de Pamphylie, il y ajoute la Lycaonie. Surtout, il est chargé de mettre fin à la guerre avec Eumène de Cardia dont le domaine (la Cappadoce) est limitrophe du sien. Enfin, Antipater lui confie le commandement effectif de l'armée avec le titre de « stratège d'Asie » et lui laisse la garde des rois,. C'est faire d'Antigone un véritable vice-roi, aucun Diadoque n'ayant en cette heure une puissance équivalente, si l'on excepte peut-être Ptolémée même si celui-ci est occupé à affermir sa position en Égypte. Antipater lui adjoint cependant comme second son fils Cassandre, nouveau chiliarque de la cavalerie des Compagnons. La mésentente entre Antigone et Cassandre est fatale, aucun n'étant disposé à jouer les seconds rôles. Le conflit éclate quand Cassandre convainc son père d'emmener les rois en Macédoine. Toutefois, Antipater ne peut se permettre une confrontation avec Antigone, aussi entoure-t-il son geste de défiance par des bons procédés. Il offre ainsi sa fille Phila en mariage à Démétrios ; c'est de leur union que naît le futur Antigone II Gonatas.
Antigone est chargé d'éliminer les derniers partisans de Perdiccas, dont son frère Alcétas, et principalement Eumène de Cardia. Il rassemble alors ses troupes et décide de mener l’offensive en Cappadoce où Eumène s’est réfugié. Avant de gagner sa terre d’élection, Eumène a pillé la Phrygie, la propre satrapie d’Antigone, et hiverné à Kelainai, sa capitale. Durant cette campagne débutée vers 320, Antigone peut compter sur 10 000 fantassins, dont 5 000 Macédoniens, 2 000 cavaliers et 30 éléphants de guerre. Livrée en Cappadoce au printemps 320, la bataille d'Orcynia est remportée par Antigone. Eumène doit endurer de nombreuses désertions, la phalange macédonienne se ralliant volontiers vers Antigone. Alors qu'Eumène doit au printemps 319 se réfugier dans la forteresse de Nora, aux confins de la Cappadoce et de la Lycaonie, Antigone en profite pour marcher contre Alcétas qui, vaincu en Pisidie, se suicide.

#### La lutte contre Eumène de Cardia
La mort d'Antipater survenue à l'été 319 av. J.-C. modifie la donne et libère l'ambition d'Antigone. Maître de la plus grande partie de l'Anatolie, il se juge visiblement comme le seul capable d'incarner l'idée impériale. Il domine dès lors l'histoire de l'Orient hellénistique les quinze années qui suivent. Les autres Diadoques ne manquent ni de grandeur ni d'énergie mais comparées à celle d'Antigone, leurs ambitions semblent limitées à la formation d'un espace personnel, quitte à contribuer à son éclatement. Antigone exprime lui la volonté de dominer l'ensemble de l'empire d'Alexandre. À près de 65 ans, il révèle des talents militaires certains, d'autant plus qu'il est rapidement secondé par son fils Démétrios, un des plus brillants capitaines de son temps.
Polyperchon succède à Antipater comme régent de Macédoine, au détriment de Cassandre, et rejoint le parti d'Eumène de Cardia contre Antigone. Occupé à reconquérir les satrapies de Lydie et de Phrygie, Antigone négocie un armistice avec Eumène par l'intermédiaire de Hiéronymos de Cardia. Il cherche aussi à le rallier à sa cause, mais l'ancien chancelier d'Alexandre reste fidèle aux Argéades et reçoit de Polyperchon le commandement de l'« armée royale » au titre de stratège d'Asie, à charge pour lui de vaincre Antigone qui de concert avec Cassandre et Ptolémée refuse de reconnaître l'autorité de Polyperchon.
Antigone fait figure à cette date d'« ennemi personnel » de Philippe III. Polyperchon ordonne à sa flotte, sous le commandement de Cleitos d'empêcher qu'Antigone ne traverse l'Hellespont depuis la Phrygie hellespontique pour 
mettre la main sur Philippe alors réfugié à Cios. Mais Cassandre envoie son amiral Nicanor au large de la Chalcédoine, bientôt rejoint par Antigone pour former une flotte de 100 navires. Avec l'aide de ses alliés byzantins, Antigone, en fin stratège, parvient à renverser une situation compromise en attaquant de nuit le camp ennemi et détruisant leur flotte. Diodore estime qu'Antigone « recueillit parmi les siens une haute estime d'une victoire si complète. Il forme dès lors le projet de se rendre maître de la mer et de s'assurer sans conteste l'empire de l'Asie ». Il choisit alors de marcher vers la Cilicie, à la tête de 20 000 fantassins et 4 000 cavaliers, afin d'attaquer Eumène avant que celui-ci ne puisse réunir une grande armée, tandis qu'il retient prisonniers des officiers macédoniens partisans d'Alcétas, le frère de Perdiccas, réduisant la possibilité de renforts pour Eumène,.
Eumène parvient tout de même à former une coalition avec les satrapes des provinces orientales avec pour objectif de déplacer la guerre en Haute Asie afin d'éloigner Antigone de ses bases arrière et de puiser dans les trésors royaux (dont celui de Suse). Eumène s'empare de la citadelle de Babylone aux dépens de Séleucos rallié à Antigone. Ces événements, exposés par Diodore, semblent confirmés par les chroniques babyloniennes intitulées « Chroniques des Diadoques ». Durant l'hiver 318-317, Eumène peut gagner la Susiane où il compte rassembler les troupes de Haute Asie, dont les éléphants d'Eudamos et l'armée des satrapies orientales commandée par l'ambitieux Peucestas, le somatophylaque d'Alexandre. Eumène organise sa défense sur le Pasitigre, ce qui n’empêche nullement Antigone de parvenir en Susiane et de recevoir le soutien de Peithon, le satrape de Médie, et de Séleucos qu'il charge d’assiéger la citadelle de Suse. Eumène franchit alors le Tigre et défait Antigone sur les rives du Copratès. Celui-ci se replie sur la Médie, menaçant les possessions des satrapes ralliés à Eumène.
Antigone s’avance ensuite vers la Perse, tandis que l’« armée royale » marche à sa rencontre dans la région de Paraitacène. Eumène cherche à livrer bataille mais la difficulté du terrain empêche un affrontement ; Antigone peut donc commencer à se retirer vers la Gabiène afin d’approvisionner ses troupes. Eumène parvient néanmoins à le rattraper et à ranger son armée. À l’issue d'une bataille indécise en Paraitacène (fin 317), Antigone retourne en Médie. Eumène s’abstient de le poursuivre et hiverne en Gabiène, aux confins de la Perse et de la Médie. Après plusieurs semaines d'hivernage, Antigone choisit de reprendre l'initiative en marchant rapidement contre les troupes encore dispersées d'Eumène, traversant une région désertique du plateau iranien. Mais les soldats d'Antigone, épuisés par la marche, sont repérés ; et par un stratagème faisant croire que son armée est regroupée pour la bataille, Eumène parvient à gagner du temps pour rappeler l'ensemble de ses troupes. Antigone tente d'attaquer un convoi d'éléphants, isolé du reste de l'armée, mais Eumène parvient à envoyer des renforts.
Les deux généraux rangent alors leurs troupes pour livrer bataille en Gabiène (janvier 316). Capturé à la suite de la trahison de Peucestas et des commandants des Argyraspides, Antigénès et Teutamos, dont le train de bagage a été capturé, Eumène est aussitôt exécuté conformément aux dispositions du conseil de Triparadisos ; le satrape d'Inde, Eudamos, ainsi qu'Antigénès et Teutamos, subissent le même sort. C'est à ce moment qu'Antigone reçoit l'allégeance de Hiéronymos de Cardia, le futur historien des Diadoques.
Antigone agit dès lors en maître. Tandis que son allié du moment, Cassandre, s'impose en Macédoine contre Olympias, Antigone se lance dans un vaste mouvement de réorganisation de l'Asie et se comporte ainsi déjà en souverain. Il écarte sans ménagement les divers satrapes pour les remplacer par des affidés. C'est ainsi que Peucestas, à qui il doit pourtant sa victoire contre Eumène, est évincé de Perside où il est pourtant populaire. Peithon qui ambitionnait de prendre le contrôle des satrapies de Haute Asie est quant à lui exécuté. Antigone arrive ensuite à Babylone pour demander des comptes à Séleucos qui a joué une carte personnelle, ce dernier préférant la fuite. Antigone, imitant en cela le pragmatisme d'Alexandre, n'hésite pas à désigner des Perses à des postes clés. Il s'empare enfin du trésor royal de Cyinda en Cilicie, estimé à 10 000 talents, auquel s'ajoutent ses revenus annuels d'environ 11 000 talents. Il est donc devenu dès cette époque le plus riche et le plus puissant des Diadoques.

### La première coalition contre Antigone

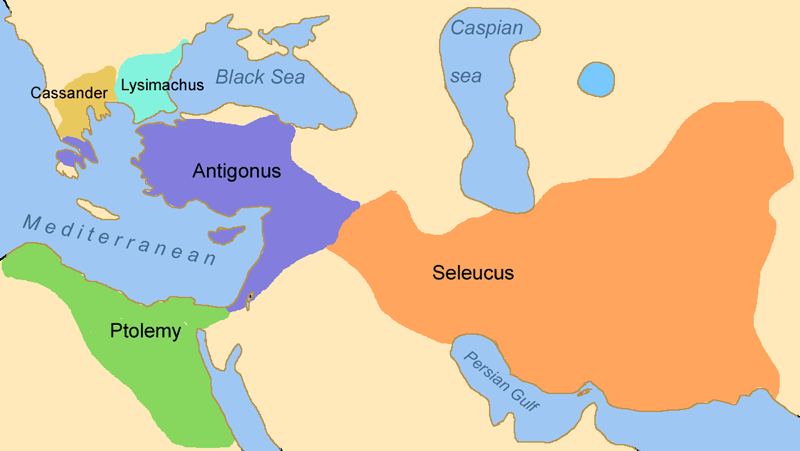
Les possessions des Diadoques vers 311 av. J.-C.

#### Antigone et la proclamation de Tyr
Après la victoire contre Eumène, Antigone réclame de nouveau l'autorité sur la plus grande partie des satrapies asiatiques ; il saisit les trésors de Suse et entre dans Babylone en 315 av. J.-C., se rendant maître de la quasi-totalité de l'« héritage asiatique » d'Alexandre. Séleucos se réfugie alors en Égypte et forme contre Antigone une alliance avec Ptolémée, Lysimaque et Cassandre, nouveau régent de Macédoine. Les coalisés adressent à Antigone un ultimatum lui enjoignant de remettre en place les satrapes qu’il a évincés et de partager le trésor pris à Eumène qui a en effet reçu de Polyperchon la jouissance des trésors royaux,. L'affrontement avec Ptolémée parait donc inéluctable alors que le dessein initial d'Antigone est de marcher sur la Grèce. Antigone envahit la Syrie, abandonnée par Ptolémée qui l'occupe depuis l'éviction de Laomédon de Mytilène, et il est contraint pendant plus d'une année d'assiéger Tyr en Phénicie, défendue par une forte garnison ptolémaïque.
Afin d'affaiblir la position de Cassandre en Grèce, et dans une moindre mesure celle de Lysimaque en Thrace et dans l'Hellespont, Antigone annonce sa volonté de rendre leur liberté aux cités grecques dans la proclamation de Tyr en 315. Il soutient par ailleurs les partisans de la démocratie, puisque Cassandre continue de s’appuyer sur les factions oligarchiques, comme à Athènes. Antigone espère ainsi voir les cités grecques se rebeller contre Cassandre. Ptolémée suit les pas d’Antigone et lance à son tour une proclamation en faveur de l’autonomie des cités. Par ailleurs, Antigone impulse la création d'une Ligue des Nésiotes dans les Cyclades tout en envoyant des troupes en Grèce.
Dans cette proclamation Antigone, au nom de l'assemblée de son armée, condamne Cassandre pour le meurtre d'Olympias perpétré en 316, dénonçant la duplicité et la cruauté de Cassandre qui a promis à la reine-mère de l’épargner si elle se rend. Il accuse aussi Cassandre de maintenir prisonniers Roxane ainsi que le jeune Alexandre IV, mais aussi d’avoir contraint la demi-sœur d'Alexandre, Thessaloniké, au mariage. Antigone profite de cette proclamation pour s'autoproclamer protecteur (épimélète) du jeune roi, régence qu'il cumule avec la stratègie d'Asie. Cassandre n’est pourtant pas militairement le plus dangereux de ses adversaires, mais il est le maître de Macédoine et peut donc bénéficier d’un recrutement militaire conséquent. De plus, il détient le roi légitime et possède un lien familial avec la dynastie argéade de par son mariage avec Thessaloniké. Commence dès lors une lutte de treize ans entre Antigone et Cassandre.

#### L'offensive d'Antigone
Pour Antigone, la période 314-313 av. J.-C. est victorieuse. Certes, la chute de Tyr ne lui permet pas de partir à l'assaut de l'Égypte ; de plus, il doit réduire Asandros, satrape de Carie qui a rejoint la coalition contre lui. Il décide alors, modifiant son plan initial, de mener la guerre en Anatolie, tandis que ses neveux Télesphore puis Polémée ainsi que Médios de Larissa débarquent en Grèce. Antigone s'allie avec le roi de Bithynie ainsi qu'avec les cités de Chalcédoine et celle d'Héraclée. En 313, tandis que la Grèce échappe à Cassandre, Antigone parvient à vaincre Asandros et à s'emparer des cités côtières de l'Ionie dont Milet, mettant la main sur les territoires d'Asie Mineure qui lui ont échappé.
Les combats en Grèce commencent en 315 alors qu'Antigone fait toujours le siège de Tyr, place forte ptolémaïque. Aristodème de Milet est chargé de porter le décret de Tyr en Grèce. Il trouve rapidement de nombreux soutiens, en particulier celui de la Ligue étolienne. Antigone rallie également à sa cause Polyperchon (et son fils Alexandros), qu'il désigne stratège du Péloponnèse où il s'est replié, ainsi qu'Éacide, roi d'Épire et cousin d’Olympias, hostile à Cassandre. Mais ce dernier réagit avec vigueur et entre en campagne dans le Péloponnèse. Polyperchon, acculé, finit par quitter l'alliance avec Antigone pour se soumettre à Cassandre. Cassandre se retourne alors contre Aristodème, les Étoliens et les Illyriens sans succès décisifs. Mais en 314, Cassandre reprend les cités de Leucade, Apollonie et Épidamne aux Illyriens. C'est alors qu'un neveu d'Antigone, Télesphore, débarque en Grèce grâce au soutien des îles de la mer Égée dont les principales (Lemnos, Imbros et Délos) abandonnent la cause de Cassandre et redonnent naissance à la Confédération des insulaires des Cyclades. Les diverses cités aident Antigone vers 315, alors qu'il assiège Tyr, à se constituer une flotte qui permet de porter la guerre contre Cassandre. Ainsi en 314, Médios de Larissa, l'un des principaux amiraux d'Antigone, détruit la flotte des Pydnéens qui ont pris le parti de Cassandre, tandis que Télesphore remporte en 313 plusieurs succès notamment dans le Péloponnèse et en Béotie. Antigone refuse les demandes de paix lors de la conférence de l'Hellespont. La même année, un autre neveu d’Antigone, Polémée, intervient victorieusement en Grèce et réprime une révolte de Télesphore, lequel a tenté une aventure personnelle. Enfin en 312, Médios défait la flotte de Cassandre au large de l'île d'Eubée. Antigone affaiblit aussi la position de Lysimaque en suscitant la révolte dans les cités du Pont-Euxin.
Antigone est proche de pouvoir passer lui-même en Grèce ; mais dans le même temps Ptolémée, sur les conseils de Séleucos, réagit en occupant Chypre et la Syrie. Démétrios l'affronte, avec son second Peithon, mais son armée est mise en déroute à la bataille de Gaza. La Phénicie et la Cœlé-Syrie tombent à nouveau entre les mains du Lagide. Même si cet échec empêche l'expédition projetée par Antigone en Grèce, Cassandre et Lysimaque sont très affaiblis et acceptent la proposition de paix en 312. Après l'échec de Démétrios à Gaza, Polémée entre rapidement en conflit avec son oncle et forme une principauté en Égée, où il contrôle la flotte d'Antigone autour de Chalcis. Il entraîne dans sa rébellion Phœnix qui dirige pour Antigone la Phrygie hellespontique. Il se rapproche de Cassandre mais désapprouve le meurtre d'Alexandre IV ; Cassandre le fait exécuter en 309.
Dans le même temps, Séleucos traverse les territoires sous contrôle d'Antigone et s'empare avec une troupe réduite de Babylone, ouvrant de fait un troisième front contre Antigone, après la Grèce et la Syrie. Les événements de l'année 312 obligent donc Antigone à différer son passage en Grèce et en Macédoine. Une nouvelle armée conduite par Démétrios, puis par Antigone en personne, remporte quelques succès qui contraignent Ptolémée à évacuer une nouvelle fois la Syrie et la Phénicie. Antigone ne peut s'emparer de l'Égypte car préoccupé par Séleucos, il envoie Démétrios contre lui ; l'expédition de son fils en Babylonie est cependant un échec.

#### La paix de 311: Antigone bienfaiteur des cités?
En 311 av. J.-C., aucun des Diadoques n'a remporté d'avantage décisif mais la nécessité d'une trêve, fondée sur des concessions mutuelles, se fait sentir après quatre années de guerre. Lysimaque et Cassandre envoient une ambassade auprès d'Antigone cette année-là, avant que Ptolémée se joigne à eux. Cette paix nous est connue par un texte épigraphique incomplet découvert sur le site de Scepsis en Troade,. Il s'agit d'une lettre d'Antigone aux habitants de la cité, ou plus vraisemblablement d'une « circulaire » adressée aux cités de tous ses territoires, qui proclame la liberté des Grecs. Une phase d'intenses négociations semble avoir précédé la signature du traité. Une première tentative entre Antigone et Ptolémée a échoué en raison de l'ampleur des exigences d'Antigone en 314. En 313, la « Conférence de l'Hellespont » avec des représentants de Cassandre a échoué pour les mêmes raisons. Mais en 311, la situation est bien moins satisfaisante pour Antigone. L'expédition de Démétrios contre Séleucos en Babylonie a été un échec. Antigone a besoin de la paix pour se retourner contre ce nouvel adversaire. Celui-ci reste d'ailleurs en dehors des négociations. Il semble donc que ce soit bien Antigone, représenté par Aristodème de Milet, qui reprenne l'initiative de cette paix.

Les deux principales dispositions du traité sont le maintien des Diadoques dans leurs possessions et la proclamation de la liberté des Grecs. Antigone demeure « stratège d'Asie », ce qui fait de Séleucos un satrape rebelle. Antigone apparaît comme le vainqueur provisoire du conflit. Son empire, centré sur l'Anatolie, est intact, si l'on excepte la Babylonie. Il garde la haute main sur les trésors dont il n'est pas question dans les négociations de paix. La proclamation de la liberté des Grecs est quant à elle l'aboutissement du processus qu'il a initié lors de la proclamation de Tyr en 315. C'est une arme qu'il estime favorable à ses ambitions car la moindre manifestation d'autorité des Diadoques à l'encontre des cités peut fournir un casus belli. Il s'agit cependant d'une arme qui peut se retourner contre lui. Il existe également un paradoxe car les cités sont invitées à jurer une paix à l'élaboration de laquelle elles n'ont pas participé ; ce paradoxe se retrouve tout au long de l'époque hellénistique, les cités se soumettant ainsi à la volonté du maître de l'État dans lequel elles sont intégrées. Dans le texte épigraphique de Scepsis, Antigone insiste pour que les Grecs adhèrent à cette liberté qui leur est octroyée : 

« C'est pourquoi il me paraît bon que vous prêtiez le serment que nous vous envoyons. Nous nous efforcerons dans l'avenir de vous procurer à vous et aux autres Grecs, tous les avantages en notre pouvoir. »

Cependant Antigone n'a pas atteint pleinement ses objectifs. Aucun de ses adversaires n'est définitivement vaincu et il doit reconnaître Cassandre comme « stratège d'Europe » (ce qui lui redonne pouvoir sur les cités grecques d'Europe) et comme tuteur du roi Alexandre IV. Cette paix contient en elle l'extinction de la dynastie des Argéades.

### Roi d’Asie

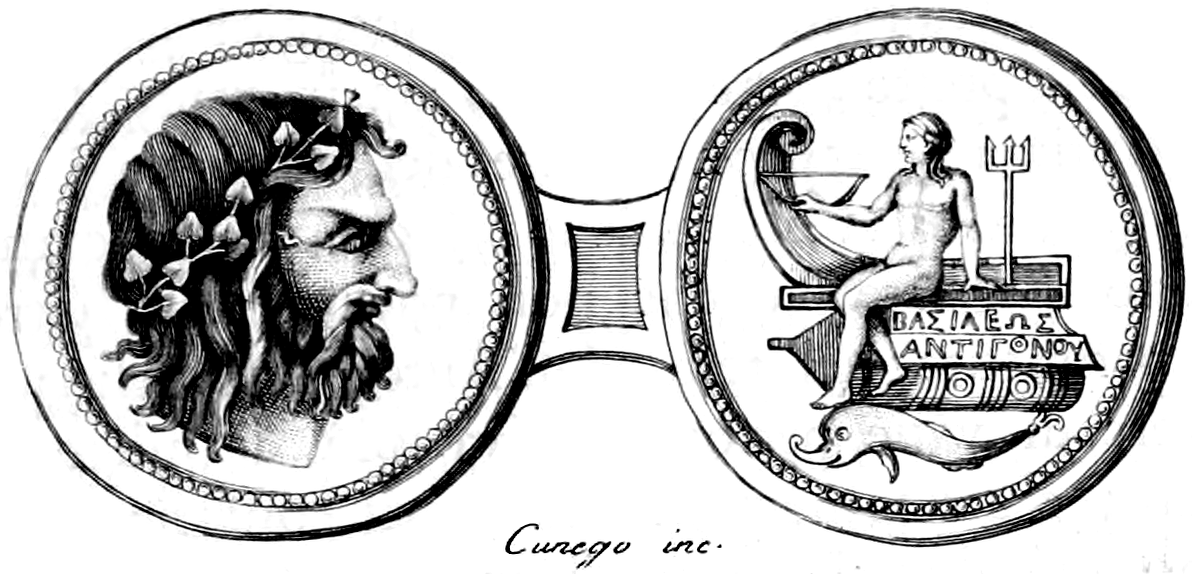
Illustration portant la mention de « Roi Antigone », 1783.

#### La reprise du conflit
Mais cette paix entre les Diadoques est rapidement rompue. Séleucos, qui n'a pas pris part aux négociations, défait Antigone lors de la guerre babylonienne et prend possession des Hautes satrapies entre 310 et 308 av. J.-C.. Ptolémée affiche également ses ambitions en mer Égée, alors sous la férule d'Antigone par l'intermédiaire de la Ligue des Nésiotes, et profite du conflit entre Antigone et son neveu Polémée qui s'est constitué une principauté en Eubée autour de Chalcis. Antigone n'a, en cette heure, plus de flotte car celle-ci est aux mains de son neveu, tandis que Démétrios est occupé lui aussi contre Séleucos.
Ptolémée mène une campagne victorieuse contre des cités côtières d'Anatolie, notamment en  Cilicie et dans plusieurs îles Égéennes. La réaction d'Antigone est immédiate et ses fils reprennent l'initiative en Asie Mineure. Mais en 309, Ptolémée s'empare des cités de Carie et de Lydie. L'année suivante, Antigone fait exécuter Cléopâtre, sœur d'Alexandre promise à un mariage avec Ptolémée, afin que celui-ci n'ait aucun droit à l'empire. Tandis que Ptolémée et Antigone s'affrontent, Alexandre IV et sa mère Roxane sont assassinés sur l'ordre de Cassandre en 310 ; tandis que l'année suivante, Polyperchon fait exécuter le fils d'Alexandre et de Barsine, Héraclès, afin de s'attirer les bonnes grâces de Cassandre. Avec ces assassinats disparaît la dynastie argéade, et donc le dernier obstacle à ce que les Diadoques se proclament rois.
Dans le même temps, Polémée est éliminé par Ptolémée en 308. Ce dernier en aurait profité pour conclure un accord avec Antigone visant à se partager la Grèce et clairement dirigé contre Cassandre et Polyperchon. Les îles égéennes reviendraient à Antigone et la Grèce continentale à Ptolémée. Dès 308, le Lagide débarque donc dans le Péloponnèse et soumet des cités aux dépens de Cassandre tout en appelant, comme Antigone, à la liberté pour les Grecs. Mais les événements en Cyrénaïque, tombée aux mains d'Agathocle de Syracuse, inquiètent Ptolémée, depuis longtemps loin de ses bases. En outre malgré quelques succès, le bilan de la campagne en Grèce s'avère mitigé. Ptolémée traite alors avec Cassandre et rentre en Égypte (vers 308).

#### Les dernières victoires d'Antigone et Démétrios
Vers 308 av. J.-C., Antigone profite de ce que Séleucos est occupé à la frontière orientale de son empire contre Chandragupta Maurya pour tourner ses ambitions sur ce qui reste son objectif primordial, la Grèce et la Macédoine. Il fait donc armer une nouvelle flotte, la précédente étant passée sous le contrôle de Ptolémée lors de l'annexion des possessions de Polémée. En 307, Démétrios entre dans Athènes et chasse l'oligarque Démétrios de Phalère qui gouverne la cité au nom de Cassandre. Démétrios annonce sa volonté de rendre la liberté aux Grecs, conformément à la politique entamée par Antigone depuis la proclamation de Tyr en 315. Démétrios s'empare ensuite de Mégare et de Munichie. À partir de 307, Antigone et son fils reçoivent un culte héroïque de la part des Athéniens et deux nouvelles tribus sont créées pour les honorer (Antigonis et Démétrias) ; ce qui montre la volonté de la cité de trouver de nouveaux protecteurs.
Cette situation en Grèce est inacceptable pour Ptolémée, à qui la puissance nouvelle d'Antigone apparaît comme une menace. Aussi arme-t-il une flotte en vue d'attaquer la Syrie. Démétrios est alors rappelé par son père sans avoir pu prendre Corinthe ni Sicyone, toujours aux mains de Ptolémée. Démétrios, avec en second Médios de Larissa, fait voile vers Chypre et détruit la flotte de Ptolémée au large de Salamine de Chypre en 306. Celui-ci abandonne pour un temps Chypre et la maîtrise des mers à Antigone.

#### La proclamation royale
Cette grande victoire navale encourage Antigone, qui vise toujours la restauration de l'empire d'Alexandre, à prendre, conjointement avec son fils Démétrios, le titre de basileus (Βασιλεύς ou « roi »). Aristodème de Milet, chargé d'annoncer à Antigone la victoire devant Salamine, semble avoir saisi l'importance du moment en clamant selon Plutarque : « Salut, roi Antigone ! Nous sommes vainqueurs de Ptolémée ». Antigone s'affirme comme le successeur d'Alexandre, surtout depuis la disparition des derniers Argéades, dont Antigone ne porte pas la responsabilité première, si l'on fait exception de l'assassinat de la sœur d'Alexandre, Cléopâtre, en 308 av. J.-C. En outre, Antigone prétend avoir par son mariage avec Stratonice des liens avec les premiers Argéades. Que Démétrios soit associé au trône illustre bien cette volonté de fonder une nouvelle dynastie.
Les autres Diadoques, Ptolémée, Séleucos, Cassandre et Lysimaque, réagissent en adoptant successivement le titre royal à partir de 305. Il s'agit bien pour eux de s'opposer aux prétentions impériales d'Antigone mais aussi d'assurer la légitimité de leur pouvoir. La prise du titre royal ne vise que les Macédoniens et les Grecs, car vis-à-vis des autres peuples, les Diadoques se comportent comme des souverains dès l'origine. La conséquence la plus directe est d'assurer en droit le démembrement définitif de l'empire d'Alexandre. Il s'agit là de l'acte de naissance des monarchies hellénistiques.
Dans cette même volonté de suivre le modèle du Conquérant, Antigone fonde vers 316 une cité en Bithynie sur les fondations d'une colonie grecque plus ancienne ; il la peuple de colons béotiens et lui donne pour nom Antigonie (future Nicée). En 307, sur le fleuve Oronte en Syrie, il fonde une autre Antigonie qu'il peuple avec des colons gréco-macédoniens. Enfin, souhaitant disposer d'une base commerciale à l'entrée de l'Hellespont, il fait bâtir par synœcisme une cité en Troade nommée également Antigonie, future Alexandrie de Troade ; ses premiers habitants sont des populations paysannes déplacées de force depuis les localités environnantes,.

### La seconde coalition contre Antigone

Les royaumes des Diadoques en 303 av. J.-C.

#### Le siège de Rhodes
Conforté par sa proclamation royale, Antigone met sur pied une armée et une flotte considérables, dont il confie le commandement à Démétrios, et s'empresse d'attaquer Ptolémée dans ses propres possessions en 305 av. J.-C. L'invasion de l'Égypte est cependant un échec ; il ne parvient pas à forcer les défenses de Ptolémée et doit se retirer. Ptolémée profite de cette victoire pour se proclamer lui aussi Basileus (roi).
Antigone décide alors d'orienter son offensive sur l'île de Rhodes qui, en raison de ses intérêts économiques, oriente sa préférence vers l'Égypte ptolémaïque. En outre, les nombreux conflits et le développement de la piraterie accordent à la cité un rôle de gardienne des mers qui lui valent un grand prestige. Cependant, si Antigone souhaite s'en emparer, c'est avant tout pour son importance stratégique. Il dirige en effet Chypre depuis la bataille de Salamine de Chypre ; occuper Rhodes (que Démétrios a en vain tenté d'entraîner contre Ptolémée après sa victoire), c'est contrôler l'ensemble des communications en Méditerranée orientale et en Mer Égée. Enfin, Antigone vient d'échouer personnellement dans une attaque sur l'Égypte, il est donc nécessaire d'empêcher la naissance de cette thalassocratie que Ptolémée a déjà failli établir en 308. Il faut remarquer cependant la mauvaise foi d'Antigone pour qui la liberté des Grecs ne pèse pas lourd quand son intérêt l'exige, alors qu'il s'en proclame le champion depuis la proclamation de Tyr (315). Il prend donc prétexte que la cité ne l'ait pas aidé lors de sa campagne en Égypte pour tenter de s'en emparer.
Démétrios est donc chargé de faire voile vers la cité. Le siège de Rhodes, qui dure plus d'une année, est l'un des plus célèbres de l'Antiquité. Démétrios y gagne son surnom de Poliorcète (« Preneur de ville ») bien qu'il ne s'empare pas complètement de la cité. Il utilise de nombreuses machines de siège (dont des hélépoles) auxquelles les Rhodiens opposent une grande vaillance. Ptolémée, Cassandre et Lysimaque ravitaillent la ville qui est cependant sur le point de céder en 304. Ptolémée lui-même conseille alors aux Rhodiens de traiter avec Démétrios. Grâce à l'entremise des Étoliens, un accord est signé. Rhodes s'engage à devenir l'alliée d'Antigone, sauf contre l'Égypte, et doit livrer cent otages.

#### La guerre en Grèce et la restauration de la Ligue de Corinthe
Si Démétrios doit mettre fin au siège de Rhodes, c'est aussi parce qu'en Grèce Cassandre vient de reprendre l'offensive. Il assiège Athènes depuis 307 av. J.-C., marquant le début de la « guerre de quatre ans » en Grèce. La cité est sur le point de tomber malgré l'intervention des Étoliens. Quand ceux-ci sont finalement repoussés par Cassandre, Antigone fait intervenir son fils qui débarque en Béotie et repousse Cassandre au nord des Thermopyles en 304. Antigone exige alors de Cassandre la soumission sans conditions de la Macédoine. La Béotie et la Phocide font leur soumission aux Antigonides, lesquels sont aussi soucieux de conserver l'alliance athénienne en livrant à la cité attique Phylé, Salamine et Panacton. C'est donc sur cette nouvelle victoire d'Antigone et de son fils que se termine le conflit en Grèce. Entre 304 et 302, Démétrios s'empare également de Sicyone, qu'il refonde par synœcisme, puis de Corinthe et du Péloponnèse à l'exception de Mantinée qui reste fidèle à Cassandre.
Antigone, par l'entremise de Démétrios, reconstitue à son profit la Ligue de Corinthe en 302 av. J.-C., ce qu'attestent plusieurs inscriptions épigraphiques dont celle d'Épidaure. Elle réunit alors la plupart des États grecs à l'exception de Sparte, de la Messénie et de la Thessalie. Cet épisode est le plus significatif de sa politique envers les cités grecques. La finalité de cette institution n'est pas la même que du temps de Philippe II comme le pense Plutarque et à sa suite certains modernes. En 337, le roi de Macédoine recherche en effet d'abord la « paix commune », aboutissement d'années de guerres ; là, Antigone et Démétrios ont pour objectif la conquête de la Macédoine aux dépens de Cassandre, la « paix commune » apparaissant être une lointaine perspective. Instrument de la domination antigonide, la restauration de la Ligue de Corinthe (dont Antigone a commandé les troupes de 336 à 334) va plus loin que l'amnistie accordée en 318 par Polyperchon aux cités révoltées lors de la guerre lamiaque. Une garnison macédonienne demeurera stationnée plus de soixante ans à Corinthe.

#### Vers la bataille d'Ipsos
Les autres Diadoques ne peuvent laisser Cassandre se faire dépouiller de son royaume sans réagir. Aussi des tractations ont lieu dès 304 av. J.-C. qui aboutissent à une dernière coalition contre le vieux souverain (il a près de 80 ans). Les forces sont équivalentes car l'immensité et la richesse du royaume d'Antigone lui permettent de mobiliser des effectifs considérables, sans doute équivalents à ses principaux adversaires réunis (entre 70 000 et 80 000 hommes à Ipsos). Il est donc nécessaire pour ses adversaires de parvenir à faire la jonction de leurs forces. Pour cela il faut gagner du temps, ce qui explique le plan hardi mais savant mis au point : une défense opiniâtre en Europe contre Démétrios, permettant une attaque de l'Asie par Lysimaque afin de surprendre Antigone, temporiser ensuite jusqu'à ce que les forces coalisées soient réunies.
Lysimaque est le premier à se mettre en mouvement au printemps 302. Il débarque en Phrygie hellespontique, avec l'aide de troupes envoyées par Cassandre, et reçoit la soumission de nombreuses cités sur les côtes de Lycie et de Carie, dont Colophon, Éphèse et Sardes. Antigone subit alors la défection de Philétairos (fondateur de la dynastie attalide de Pergame) qui rejoint Lysimaque. Antigone marche à la rencontre de ce dernier et rappelle Démétrios. Celui-ci a envahi la Thessalie au printemps 302 en contournant les Thermopyles avec sa flotte. Il conclut rapidement une trêve avec Cassandre et débarque à Éphèse à l'automne. Cassandre, dès le départ de Démétrios, s'empresse de rétablir son autorité en Thessalie et en Phocide puis renverse Pyrrhus.
L'arrivée de Démétrios en Anatolie met Lysimaque en difficulté. De plus, les renforts envoyés par Cassandre sous le commandement de son propre frère, Pleistarchos, sont vaincus par Démétrios. Aussi lors de l'hiver 302-301, Lysimaque se retire-t-il à Héraclée du Pont afin d'y attendre l'arrivée de Séleucos qui hiverne en Cappadoce. Quant à Ptolémée, ayant envahi la Phénicie et se préparant à rejoindre Séleucos, il bat précipitamment en retraite sous la fausse nouvelle d'une victoire d'Antigone. L'arrivée de Séleucos, à la tête d'environ 500 éléphants de guerre, bouleverse cependant le rapport de force, malgré l'arrivée des troupes de Démétrios. En 301, Antigone marche alors contre l'armée coalisée, regroupée près du village d'Ipsos au cœur de la Phrygie. Dans sa quatre-vingt-unième année, il commande en personne la phalange. Mais il est vaincu et tué par un trait de javelot à la bataille d'Ipsos, l'une des plus décisives de l'époque hellénistique.

## Le legs d'Antigone

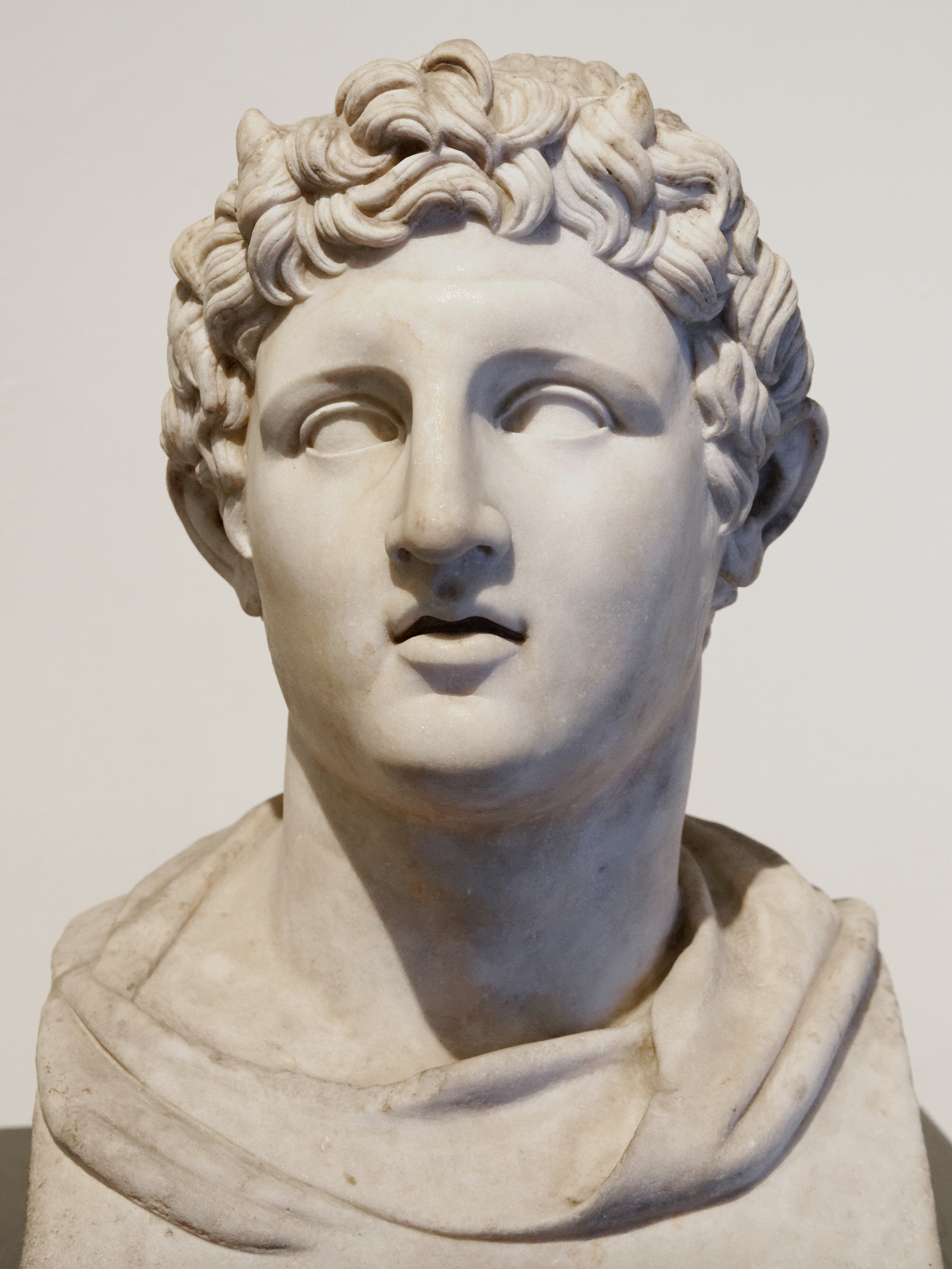
Démétrios Poliorcète divinisé. Sculpture provenant de la Villa des Papyrus à Herculanum.

Le royaume d'Antigone est aussitôt partagé, marquant le démembrement définitif de l'empire d'Alexandre. La plus grande partie tombe entre les mains de Lysimaque, soit une large portion de l'Anatolie jusqu'aux monts Taurus, et surtout de Séleucos, soit la Syrie et les territoires orientaux. Ptolémée établit sa domination sur la Phénicie (future Cœlé-Syrie) et reçoit quelques places fortes en Anatolie, tandis que Cassandre maintient pour un temps sa présence en Macédoine et en Grèce. Le grand vainqueur apparaît être Séleucos qui s'empare donc de la Syrie qui, promise au départ à Ptolémée, récompense le principal acteur de la victoire alors qu'est pénalisée l'excessive prudence du Lagide.
En 294 av. J.-C. à la mort de Cassandre, Démétrios Poliorcète s'empare de la Macédoine, pour la perdre à nouveau au profit de Lysimaque et Pyrrhus qui lui succède. C'est le fils de Démétrios, Antigone II Gonatas, qui en 277 établit durablement la dynastie antigonide sur le trône de Macédoine.
Après être resté dans une position d'allégeance à Antipater à la suite de la mort d'Alexandre, Antigone montre un réel opportunisme au moment du partage de l'empire à Triparadisos en 321 en étendant son autorité satrapique et en obtenant le titre de stratège de l'armée royale et de stratège d'Asie. Antipater voit en lui le garant des traditions macédoniennes face à une jeune génération de chefs promus sous le règne d'Alexandre. Il laisse un héritage considérable en cela qu'il est le premier Diadoque à oser prendre le titre royal avec pour objectif la fondation d'une nouvelle dynastie faisant suite aux Argéades qui disparaissent avec l'assassinat d'Alexandre IV. « Rude guerrier » et « fin politique », il peut être comparé à Philippe II qui est de la même génération.
Par sa politique envers les cités grecques, Antigone préfigure les relations entre le souverain hellénistique et ses sujets en incarnant le « bienfaiteur » ou évergète. Il se montre proche des intérêts des cités comme tendent à le montrer son commandement des alliés grecs durant la conquête de l'Asie, la proclamation de Tyr en 315, la paix de 311 qui confirme la liberté des cités et enfin la restauration de la Ligue de Corinthe en 302. Pour autant, il peut se comporter en « monarque absolu » envers les cités quand son intérêt le commande. Il semble aussi prôner la démocratie tant qu'elle peut nuire à Cassandre ou Lysimaque. Finalement, Antigone entend conserver et faire fructifier l'héritage politique d'Alexandre. C'est son fils Démétrios Poliorcète qui porte après sa mort les ambitions d'un nouvel empire partagé entre Europe et Asie.

## Famille

### Mariage et enfants
De son mariage avec Stratonice, fille du roi Korragos, il eut :
- Démétrios ;
- Philippe ;
- Bérénice, épouse de Seuthès III.

## Dans la culture populaire

### Littérature
- Mary Renault, dans sa nouvelle Les Jeux funéraires de 1981, traduit le sobriquet d'Antigone par « One Eye » (en français : Un œil).
- Antigone apparaît (sous la forme grecque de son nom, Antigonos) dans deux romans historiques de Lyon Sprague de Camp: Un éléphant pour Aristote et Le Dieu de bronze de Rhodes, à environ vingt ans d'intervalle.
- Antigone figure comme le principal antagoniste du roman historique de Christian G. Cameron A Force of Kings.
- Antigone apparaît dans les premiers chapitres du roman historique d'Alfred Duggan Elephants and Castles de 1963, basé sur la vie de son fils Démétrios.

### Cinéma
Dans Alexandre, film d'Oliver Stone de 2004, Antigone est joué par l'acteur irlandais Ian Beattie.